# 松江 (草加市)
松江（まつえ）は、埼玉県草加市の町名。現行行政地名は松江一丁目から六丁目。郵便番号は340-0013。

## 地理
草加市の東部に位置する。西部を綾瀬川が流れる。

## 沿革
- 1606年（慶長11年）篠葉村から開墾時に分村し、宿の文字を冠り宿篠葉村となる。[4]
- 明治～大正期 ‐ 大字谷古宇・宿篠葉村（うち現在の松江二丁目と三丁目は谷古宇橋の先にあることから”向川岸”とも呼ばれた。）[5]
- 1958年（昭和33年）11月1日 - 草加町大字谷古宇・宿篠葉村から松江町に町名変更[6]。
- 1996年（平成8年） - 地内に「綾瀬川左岸広場」（現、まつばら綾瀬川公園）が造成される。
- 2000年（平成12年）7月1日 - 第7次住居表示が実施され[7]、松江町から松江一丁目から六丁目が成立。

## 世帯数と人口
2017年（平成29年）10月1日現在の世帯数と人口は以下の通りである。
| 丁目               | 世帯数    | 人口    |
| ------------------ | --------- | ------- |
| 松江一丁目         | 677世帯   | 1,432人 |
| 松江二丁目         | 164世帯   | 408人   |
| 松江三丁目         | 402世帯   | 856人   |
| 松江四丁目・五丁目 | 21世帯    | 47人    |
| 松江六丁目         | 318世帯   | 647人   |
| 計                 | 1,582世帯 | 3,390人 |

- 明治から昭和初期の向川岸の川沿いに10数軒の家が並び、家ごとに屋号（親方、傘屋、頭の家、鳥屋、綿屋等）を持っていた。現在この付近にある大きな家はこれら屋号の子孫と考えらえる。[5]

## 小・中学校の学区
市立小・中学校に通う場合、学区は以下の通りとなる。
| 丁目       | 番地 | 小学校             | 中学校             |
| ---------- | ---- | ------------------ | ------------------ |
| 松江一丁目 | 全域 | 草加市立八幡小学校 | 草加市立松江中学校 |
| 松江二丁目 | 全域 | 草加市立八幡小学校 | 草加市立松江中学校 |
| 松江三丁目 | 全域 | 草加市立草加小学校 | 草加市立松江中学校 |
| 松江四丁目 | 全域 | 草加市立草加小学校 | 草加市立松江中学校 |
| 松江五丁目 | 全域 | 草加市立稲荷小学校 | 草加市立松江中学校 |
| 松江六丁目 | 全域 | 草加市立稲荷小学校 | 草加市立松江中学校 |

## 交通

### 道路
- 埼玉県道・千葉県道29号草加流山線

## 施設
- 草加市文化会館
- ダイキン工業東京支社草加事業所
- 日本製紙草加工場
- 草加市立松江中学校
- 草加市立知的障害児通園施設あおば学園
- 古綾瀬川排水機場
  - 古綾瀬川水門
- 綾瀬川左岸広場
- まつばら綾瀬川公園
- 松江公園
- 松江児童遊園
- 古綾瀬自然ひろば
- 松江第5公園
- 松江第6公園
- 草加松原
- 出世弁財天（草加宿七福神）